# Mohammed Waad
Mohammed Waad Abdulwahab Jadoua Al Bayati (tiếng Ả Rập: محمد وعد عبد الوهاب جدوع البياتي; sinh ngày 18 tháng 9 năm 1999) là một cầu thủ bóng đá chuyên nghiệp người Qatar sinh ra ở Iraq hiện thi đấu cho câu lạc bộ Al-Sadd và đội tuyển quốc gia Qatar. Anh là người gốc Iraq, nhưng được nhập tịch và hiện đang đại diện cho Qatar.